# Station Ożarów Cementownia
Station Ożarów Cementownia is een spoorwegstation in de Poolse plaats Drygulec / Jasice.